# Мото Гран-Прі Валенсії
Мо́то Гран-Прі Ва́ленсії (ісп. Gran Premio de la Comunidad Valenciana) — етап змагань чемпіонату світу із шосейно-кільцевих мотогонок MotoGP, що відбувається на автомотодромі імені Рікардо Тормо, розташованому у Честе, Валенсія, Іспанія.

## Історія
Перше Гран-Прі Валенсії відбулося у сезоні 1999 року. Воно стало третім етапом у календарі MotoGP на території Іспанії, після Гран-Прі Іспанії та Каталонії.
Гонка завжди відбувалася на автомотодромі імені Рікардо Тормо. Перше Гран-Прі відбулося 19 вересня, воно знаходилось приблизно посередині календаря змагань чемпіонату світу. З сезону 2002 року Гран-Прі Валенсії відбувається останнім у сезоні.
У сезоні 2013 року на Гран-Прі Валенсії вирішувалась доля чемпіонату у двох класах: Moto3 та MotoGP, причому у молодшому на перемогу в загальному заліку реально претендувало відразу троє гонщиків. Це посприяло рекордній відвідуваності гонки: за вікенд її відвідало 208 672 глядачів, причому 104 441 з них відвідало фінальний день змагань.
Дані Педроса є єдиним гонщиком, який вигравав Гран-Прі Валенсії у всіх трьох класах чемпіонату.

## Переможці Гран-Прі Валенсії
| Сезон | Трек     | Moto3              | Moto3    | Moto2             | Moto2    | MotoGP          | MotoGP   | Звіт |
| Сезон | Трек     | Гонщик             | Виробник | Гонщик            | Виробник | Гонщик          | Виробник | Звіт |
| ----- | -------- | ------------------ | -------- | ----------------- | -------- | --------------- | -------- | ---- |
| 2015  | Валенсія | Мігел Олівейра     | KTM      | Тіто Рабат        | Kalex    | Хорхе Лоренсо   | Yamaha   | Звіт |
| 2014  | Валенсія | Джек Міллер        | KTM      | Томас Люті        | Suter    | Марк Маркес     | Honda    | Звіт |
| 2013  | Валенсія | Маверік Віньялес   | KTM      | Ніко Тероль       | Suter    | Хорхе Лоренсо   | Yamaha   | Звіт |
| 2012  | Валенсія | Данні Кент         | KTM      | Марк Маркес       | Suter    | Дані Педроса    | Honda    | Звіт |
| Сезон | Трек     | 125cc              | 125cc    | Moto2             | Moto2    | MotoGP          | MotoGP   | Звіт |
| Сезон | Трек     | Гонщик             | Виробник | Гонщик            | Виробник | Гонщик          | Виробник | Звіт |
| 2011  | Валенсія | Маверік Віньялес   | Aprilia  | Мікеле Пірро      | Moriwaki | Кейсі Стоунер   | Honda    | Звіт |
| 2010  | Валенсія | Бредлі Сміт        | Aprilia  | Карел Абрахам     | FTR      | Хорхе Лоренсо   | Yamaha   | Звіт |
| Сезон | Трек     | 125cc              | 125cc    | 250cc             | 250cc    | MotoGP          | MotoGP   | Звіт |
| Сезон | Трек     | Гонщик             | Виробник | Гонщик            | Виробник | Гонщик          | Виробник | Звіт |
| 2009  | Валенсія | Хуліан Сімон       | Aprilia  | Гектор Барбера    | Aprilia  | Дані Педроса    | Honda    | Звіт |
| 2008  | Валенсія | Сімоне Корсі       | Aprilia  | Марко Сімончеллі  | Gilera   | Кейсі Стоунер   | Ducati   | Звіт |
| 2007  | Валенсія | Гектор Фаубель     | Aprilia  | Міка Калліо       | KTM      | Дані Педроса    | Honda    | Звіт |
| 2006  | Валенсія | Гектор Фаубель     | Aprilia  | Алекс де Анджеліс | Aprilia  | Трой Бейліс     | Ducati   | Звіт |
| 2005  | Валенсія | Міка Калліо        | KTM      | Дані Педроса      | Honda    | Марко Меландрі  | Honda    | Звіт |
| 2004  | Валенсія | Гектор Барбера     | Aprilia  | Дані Педроса      | Honda    | Валентіно Россі | Yamaha   | Звіт |
| 2003  | Валенсія | Кейсі Стоунер      | Aprilia  | Ренді де Пуньє    | Aprilia  | Валентіно Россі | Honda    | Звіт |
| 2002  | Валенсія | Дані Педроса       | Honda    | Марко Меландрі    | Aprilia  | Алекс Баррош    | Honda    | Звіт |
| Сезон | Трек     | 125cc              | 125cc    | 250cc             | 250cc    | 500cc           | 500cc    | Звіт |
| Сезон | Трек     | Гонщик             | Виробник | Гонщик            | Виробник | Гонщик          | Виробник | Звіт |
| 2001  | Валенсія | Мануель Поджиалі   | Gilera   | Дайдзіро Като     | Honda    | Сете Жібернау   | Suzuki   | Звіт |
| 2000  | Валенсія | Роберто Локателлі  | Aprilia  | Шинья Накано      | Yamaha   | Гарі МакКой     | Yamaha   | Звіт |
| 1999  | Валенсія | Жанлуїджі Скалвіні | Aprilia  | Тору Укава        | Honda    | Реджіс Лаконі   | Yamaha   | Звіт |